# José Luis Fernández (músico)
José Luis Fernández (Ciudad de Buenos Aires, Argentina, 13 de julio de 1959) es un bajista, guitarrista, cantante, profesor y compositor de rock argentino. Se destacó como integrante Crucis en el año 1974 y La Máquina de Hacer Pájaros al año siguiente.

## Biografía
Fernández inicia su carrera musical a los ocho años cuando su profesora lo hace ingresar a la escuela del teatro Colón, donde estudia armonía y canto coral. A la temprana edad de diez años es influenciado ya por el rock pop.
Durante su adolescencia integró varios grupos de rock, compartiendo escenario junto a los más destacados músicos de la época. Comenzó su carrera profesional a muy temprana edad, en una banda de rock progresivo llamada, Stone Crushers y después en otro grupo denominado Consiguiendo Vida. En agosto de 1974 ingresó en la primera formación del grupo de rock Crucis, con Gustavo Montesano (guitarra y voz), Daniel Oil (teclados) y Daniel Frenkel (batería). Allí se desempeñó como bajista, guitarrista, cantante y compositor.

### Porsuigieco
En mayo de 1975 ―cuando tenía 16 años de edad― Charly García, lo invitó a grabar en el disco Porsuigieco (entre el 28 de mayo y el 18 de junio de 1975) como músico sesionista. También trabajó como músico sesionista para León Gieco.

### La Máquina de Hacer Pájaros
A principios de 1976, Charly García lo convenció de abandonar Crucis y unirse a él y al baterista Oscar Moro. El debut de este trío (García, Fernández y Moro) se dio en Córdoba. En esos shows conocieron a un fan guitarrista, Gustavo Bazterrica, de 20 años de edad en ese momento, que se transformó en el cuarto miembro de la banda de rock sinfónico ―La Máquina de Hacer Pájaros―. Después Charly García convocó a Carlos Cutaia, con la que editaría dos discos en estudio: García y la máquina de hacer pájaros (1976) y Películas (1977). Durante esa época Fernández demostró su calidad como bajista y compositor. Junto a García compuso canciones como «Obertura 777» y «Ruta perdedora».
Con Charly García, David Lebón y Oscar Moro, realizaron giras por el interior, que desembocaron en el multitudinario show del 11 de noviembre de 1977 en el estadio Luna Park, que fue registrado en el álbum Música del alma, que contenía el tema «Studio jam», también de su autoría. Esa fue la última reunión de La Máquina de Hacer Pájaros.

No quise formar parte de los comienzos de Serú Girán y me fui con Crucis a Estados Unidos. [...] La verdad es que un poco me arrepiento de la decisión, sobre todo al saber en qué se convirtió Serú, pero fue difícil resolver en ese momento. La cosa estaba fea, tenía 19 años y dije «me voy a la mierda». Fue un poco una inconsciencia juvenil, pero bueno, si me hubiera quedado tal vez no estaría haciendo esta nota.
José Luis Fernández

### Viaje a Estados Unidos
En 1978, viajó a la Costa Oeste de los Estados Unidos, con dos excompañeros de Crucis ―Aníbal Kerpel y Pino Marrone. Formaron el trío Contraband, que recorrió el circuito universitario de la Costa Oeste con algún éxito durante dos años.

### Retorno
En 1982, de regreso en el país, trabajó con las bandas Vivo, Dr. Rico y Los Humáticos.
Mientras tanto trabajó en un material solista que luego editaría como álbum bajo el título Mira hacia el futuro, que presentó en vivo en todo el país y en diversos festivales, como B. A. Rock.
Realizó recitales con distintos músicos amigos. En ese año integró Pappo’s Blues, el power trío del guitarrista Pappo Napolitano, con Mono Fontana en batería.

Pappo salía a vender shows y después se buscaba a los músicos. Venía a buscarte, tocabas y él mismo se encargaba de cobrar los shows. Habrá sido un poco antes de Riff, el momento en que Pappo te vendía un Pappo’s Blues y después buscaba los músicos. [...] La verdad es que al principio no me gustaba tocar con él, porque lo veíamos como un tipo muy «rompo todo», pero nada que ver, el tipo era un buenazo total y cuando cumplía años te invitaba a comer a la casa, con los padres. Pappo es de lo mejor que tuvimos en el rock de acá.
José Luis Fernández

A finales de los años ochenta se mudó a Europa.

### Actualidad
De regreso a Argentina forma la banda Primordiales, con la que se presentó en el Paseo La Plaza (en Buenos Aires). En 2007 grabó Piedra por cristal. Si bien sus canciones mantienen aquella esencia potente y progresiva de sus comienzos en La Máquina de Hacer Pájaros, este nuevo trabajo presenta un aire renovador en su música y su poesía.
En 2013 grabó Cool. para el sello Warner Music.

## Discografía

### Con La Máquina de Hacer Pájaros
- 1976: La máquina de hacer pájaros, Sony Music
- 1977: Películas, Sony Music
- 1977: Música del alma, Music Hall (publicado en 1980).

## Solista
- 1982: Mira hacia el futuro, Microfón
- 1984: Mi generación, Virgin Records
- 2007: Piedra por cristal, Epsa/Mon Musiqué[1]
- 2013: Cool, Warner Music